# Cinzia De Carolis
Cinzia De Carolis (Roma, 22 de marzo de 1960) es una actriz italiana, reconocida por su aparición en las películas Cannibal Apocalypse, El gato de las nueve colas y La noche de los diablos. Inició su carrera en 1970 interpretando el papel de Irinia en el filme Angeli senza paradiso. En la década de 1990 se convirtió principalmente en actriz de voz.

## Filmografía destacada

### Cine
| Año  | Título                                    | Rol           | Notas               |
| ---- | ----------------------------------------- | ------------- | ------------------- |
| 1970 | Angeli senza paradiso                     | Irina Roskoff |                     |
| 1970 | Fermate il mondo... voglio scendere!      | Mujer joven   |                     |
| 1971 | The Cat o' Nine Tails                     | Lori          |                     |
| 1972 | The Night of the Devils                   | Irina         |                     |
| 1974 | I figli di nessuno                        |               |                     |
| 1975 | Vergine e di nome Maria                   | Maria         |                     |
| 1979 | Libidine                                  | Anna          |                     |
| 1980 | Cannibal Apocalypse                       | Mary          | Como Cindy Hamilton |
| 1982 | Giggi il bullo                            | Marietta      |                     |
| 1983 | Stesso mare stessa spiaggia               | Concetta      |                     |
| 1991 | Una donna da guardare                     | Marisa        |                     |
| 2007 | Winx Club: The Secret of the Lost Kingdom | Mandragora    | Voz                 |